# Doris Tislar
Doris Tislar (født 20. april 1993) er en estisk film- og tv-skuespiller.
Tislar dimitterede fra et gymnasium i Tallinn i 2012, hvorefter hun afsluttede et toårigt dramakursus på Valla Folkhögskola i Linköping, Sverige. Hun fulgte derefter et dansekursus på Tartu Universitet. Siden 2018 har hun været tilknyttet Eesti Noorsooteater.
I 2022 udkom den første estiske Viaplay-tv-serie Hvem skød Otto Mueller?, hvor Tislar spillede én af hovedrollerne.

## Filmografi (udvalg)
- 2024 - Must auk – Mariliis
- 2024 - Lioness – familieterapeut
- 2023 - Estonia (tv-serie) – Grete Kukk
- 2022 - Hvem skød Otto Mueller? (tv-serie) – kriminalbetjent Agnes Maramaa
- 2020 - O2 – Linda Ahven
- 2020 - Amber (kortfilm) – Amber
- 2016 - Issei (kortfilm) – Alexia
- 2012 - Süvahavva (tv-serie) – Arnika
- 2011 - Kõik on võimalik (miniserie) – Anna
- 2010 - Klass (tv-serie, medvirk. 1 afsnit) – Keiu
- 2009 - Ühikarotid (tv-serie) – brud
- 2008 - I Was Here – Hanna